# David Bollag
David Bollag (hebräisch דוד בולג; * 1958 in Basel) ist ein Schweizer Rabbiner. Er wird der modernen Orthodoxie zugerechnet.

## Studium
David Bollag ist in Basel aufgewachsen und studierte nach dem Abitur Judaistik und Philosophie in New York und Jerusalem. An der Yeshiva University war er Schüler von Joseph Soloveitchik und empfing seine rabbinische Ordination im Jahr 1987. An der Hebräischen Universität Jerusalem promovierte er 2005 mit einer Arbeit über Hermann Cohens Interpretation des jüdischen Religionsgesetzes.

## Wissenschaft
Stationen seines akademischen Werdegangs waren: Martin-Buber-Institut für Judaistik in Köln (Lektor), Hochschule für Jüdische Studien in Heidelberg (Wissenschaftlicher Mitarbeiter 1999–2008), Institut für Jüdisch-Christliche Forschung der Universität Luzern (Lehr- und Forschungsauftrag, seit 2001), Theologische Fakultät der Universität Zürich (Lehrauftrag, seit 2006), Institut für Religionsrecht der Universität Fribourg (Wissenschaftlicher Mitarbeiter, seit 2009). 
Auch nach seiner Alija unterrichtet Bollag weiterhin mehrmals im Jahr an den Universitäten Zürich und Luzern.
Er ist seit 1999 außerdem Dozent des Theologischen Studienjahrs Jerusalem.

## Interreligiöser Dialog
David Bollag ist im interreligiösen Dialog engagiert, er ist Mitglied sowohl der Jüdisch/Römisch-katholischen Gesprächskommission (als jüdischer Co-Präsident) als auch der Evangelisch-Jüdischen Gesprächskommission (ebenfalls als Co-Präsident) in der Schweiz.  
Am 24. Mai 2012 fand am Jerusalem Institute for Israel Studies ein Symposium zum Stand der jüdisch-christlichen Beziehungen statt. Kardinal Kurt Koch und David Bollag stellten dabei die katholische bzw. jüdische Position dar.
Bollag gehörte 2015 zu den Unterzeichnern der Orthodoxen rabbinischen Erklärung zum Christentum. Er gab gemeinsam mit Jehoshua Ahrens, einem weiteren Unterzeichner, den deutschsprachigen Kommentarband zu dieser Erklärung heraus.
Auf dem Katholikentag in Münster 2018 nahm David Bollag zusammen mit Nikodemus Schnabel und Muhammad Sameer Murtaza an dem Podium „Jerusalemer Trialogrunde: Religion und Gewalt“ teil.
Zu dem 2018 erschienenen Dokument Gnade und Berufung ohne Reue von Joseph Ratzinger (emeritierter Papst Benedikt XVI.) verfasste Bollag eine Kritik, die in der Neuen Zürcher Zeitung erschien. Diese Kritik wurde insbesondere in katholischen Medien wahrgenommen.

## Rabbiner in Efrat
Als Gemeinderabbiner war David Bollag in Zürich (1987 bis 1990) und Köln (1994 bis 1999) tätig.
Seit 2005 wohnt David Bollag mit seiner Familie in Efrat, einer nationalreligiös geprägten Westbank-Siedlung im Großraum Jerusalem (Gusch Etzion). Seit 2008 ist er Rabbiner der neugegründeten Gemeinde Zemer haZayit in Efrat. Die Gemeindeleitung teilt er sich mit seiner Ehefrau, der Psychologin Caroline Peyser-Bollag. Anlass zur Gründung war der Wunsch einiger Frauen, ein Dvar Torah (Predigt) zu sprechen, welches die bestehende Synagogengemeinde verweigerte.
Zemer haZayit versteht sich betont als „modern orthodox“: In Abstimmung mit Oberrabbiner Shlomo Riskin entwickelt David Bollag mit seiner Gemeinde egalitäre Gottesdienstformen, die im Einklang mit der Halacha stehen. Die für orthodoxe Gemeinden kennzeichnende Trennung der Männer- und Frauenbereiche (Mechiza) wurde so realisiert, dass Frauen und Männer den gleichen Zugang zum Toraschrein haben.

## Veröffentlichungen (Auswahl)
- Jewish Religious Law. In: Peter Joel Hurwitz, Jacques Picard, Avraham Steinberg (Hrsg.): Jewish Ethics and the Care of End-of-life Patients, A Collection of Rabbinical, Bioethical, Philosophical, and Juristic Opinions. KTAV, Jersey City 2006, ISBN 0-88125-921-7, S. 13–30.
- Mismor Le David. Rabbinische Betrachtungen zum Wochenabschnitt. Morascha, Basel 2007, ISBN 978-3-906954-19-6.
- René Pahud de Mortanges, Petra Bleisch Bouzar, David Bollag, Christian R. Tappenbeck: Religionsrecht. Eine Einführung in das jüdische, christliche und islamische Recht. Schulthess, Zürich 2010, ISBN 978-3-7255-7849-8.
- Das Trauer-Kaddisch. Verlag Morascha, Basel 2011.
- Jehoshua Ahrens, Karl-Hermann Blickle, David Bollag, Johannes Heil (Hrsg.): Hin zu einer Partnerschaft zwischen Juden und Christen. Die Erklärung orthodoxer Rabbiner zum Christentum. Metropol, Berlin 2017, ISBN 978-3-86331-331-9.